# Sibylle Briner
Sibylle Briner (* 22. Oktober 1973 in Luzern) ist eine Schweizer Pianistin.

## Leben
Mit fünf Jahren erhielt sie ihren ersten Klavierunterricht. Als Zwölfjährige spielte sie den Solopart in Beethovens Klavierkonzert Nr. 1 in einem öffentlichen Konzert. 1987 errang sie den ersten Preis beim Hamburger Steinway-Wettbewerb und begann anschliessend ein Klavierstudium bei Hubert Harry am Konservatorium Luzern, das sie 1992 als diplomierte Pianistin «mit Auszeichnung» abschloss. Kurz darauf wurde sie beim Concorso Musicale Europeo Città di Moncalieri in Turin mit dem ersten Preis ausgezeichnet. 1993 erhielt sie ein Stipendium der Dienemann-Stiftung Luzern, das sie für ein Aufbaustudium in Berlin nutzte. Zunächst studierte sie bei Klaus Hellwig an der Hochschule der Künste (heute Universität der Künste) und ab 1998 bei Georg Sava an der Musikhochschule «Hanns Eisler» in Berlin-Mitte. 2001 schloss sie ihr Hochschulstudium mit der Bestnote ab. Zusätzlich besuchte sie Meisterkurse bei Leon Fleisher, Malcolm Frager, György Sebők und Murray Perahia. Nachdem sie Claudio Abbado – dem damaligen Chefdirigenten der Berliner Philharmoniker – vorgespielt hatte, engagierte dieser sie für ein Konzert im Rahmen der Berliner Festwochen 1997, dem weitere Festwochen-Engagements in den Jahren 1998 und 2000 folgten. 1998 erschien eine CD, auf der sie gemeinsam mit der Geigerin Pauliina Quandt-Marttila und der Cellistin Claudia Benker Beethovens Geistertrio (op. 70/1), Brahms’ Klaviertrio op. 101 und das Trio Nr. 1 op. 8 von Schostakowitsch interpretiert (K&K Produktion 1998). Ein Solo-Recital mit virtuosen Klavierwerken von Bach, Ravel, Gershwin, Strawinski, Ginastera, Blacher und Martin erschien 2003 auf einer Doppel-CD. 2010 wirkte sie bei dem Berliner Benefizkonzert zugunsten der Erdbebenopfer in Haiti mit («Berlin hilft Haiti»), dessen Mitschnitt beim Label Sony auf CD erschien.
Sibylle Briner hat als Solistin bei vielen namhaften Musikfestivals konzertiert, so bei den Brandenburgischen Sommerkonzerten, den Festspielen Turin, den Internationalen Musikfestwochen Luzern oder dem Classic-Open-Air auf dem Berliner Gendarmenmarkt. Als Kammermusikpartnerin ist sie unter anderem mit diversen Mitgliedern des Berliner Philharmonischen Orchesters, der Deutschen Oper Berlin und dem Mandelring Quartett aufgetreten. Gemeinsam mit dem Pianisten Patrizio Mazzola bildet sie das Klavierduo «Bern-Berlin». Sibylle Briner konzertiert zudem regelmässig mit ihrer Schwester, der Geigerin Isabelle Briner (Mahler Chamber Orchestra) und im «Duo Classic meets Jazz» mit dem Jazz-Saxophonisten Gary Wiggins. Mit dem Schauspieler Peter Fitz und dessen Tochter Hendrikje Fitz hat Sibylle Briner – auf der Grundlage des Ravel-Buchs von Jean Echenoz – ein erfolgreiches Ravel-Programm entwickelt. Seit 2008 begleitet sie zudem den Tenor Björn Casapietra auf deutschlandweiten Tourneen am Flügel. Auch mit dessen Halbbruder Uwe Hassbecker (Gitarrist der Rock-Band Silly) hat sie vielfach gemeinsam konzertiert. Gelegentlich reichert sie ihre Programme mit Improvisationen unterschiedlicher Stilistik – von Barock bis Jazz – an. Ihr Repertoire reicht von Bach, den sie besonders schätzt, bis zur zeitgenössischen Musik, wobei sie keine grundsätzliche Trennung zwischen E- und U-Musik macht – ähnlich wie schon Kurt Weill, der einmal äusserte: «Ich habe niemals den Unterschied zwischen ‹ernster› und ‹leichter› Musik anerkannt. Es gibt nur gute und schlechte Musik.» Und so führt sie nicht nur moderne E-Musik – etwa von Caspar Diethelm oder Pilar Jurado – auf, sondern auch Filmmusik von Michael Nyman oder Yann Tiersen.

## Diskografie
- Beethoven – Geistertrio (op. 70/1), Brahms – Klaviertrio op. 101, Schostakowitsch – Trio Nr. 1 op. 8. – Erschienen bei K&K Produktion, 1998 – Interpr.: Pianistin Sibylle Briner, Geigerin Pauliina Quandt-Marttila, Cellistin Claudia Benker.
- Solo-Recital – Klavierwerke von Bach, Ravel, George Gershwin, Igor Strawinsky, Alberto Ginastera, Boris Blacher und Martin – Doppel-CD, Erschienen 2003
- Mitschnitt des Benefizkonzerts zugunsten der Erdbebenopfer in Haiti («Berlin hilft Haiti») – Erschienen beim Label Sony, 2010.
- Ashraf Kateb – Dia Succari, composer from my Aleppo. Erschienen bei Kateb in Berlin, 2010 – Interpr.: Anne Salié [Kl]. Ziad Hakim [Kl]. Ulugbek Palvanov, [Kl]. Sevki Karayel, [Kl]. Xenia Kourkoumeli, [Kl]. Desislava Shtereva, [Kl]. Sibylle Briner, [Kl]. Katarina Pipovic-Misic, [Kl]. Daniela Hlinkova, [Kl]. Lala Issakowa, [Kl]. Vera Osmankulova, [Kl]. Pervez Mody, [Kl]. Jaques Ammon, [Kl]. Ramune Neris, [Kl]. Iwan Urlwalov, [Kl]. Sawami Kiyushi, [Kl]. Dania Al Tabbaa, [Kl]. Racha Arodaky, [Kl]. Gaswan Zerikly, [Kl]. Patrick Lechner, [Kl]. Dagmar Muñiz, [Kl]. Andrea Maggiora [Kl]